# Jonkor Bourmataguil jezik
Jonkor Bourmataguil jezik (ISO 639-3: jeu; djongor bourmataguil, dougne, karakir), afrazijski jezik istočnočadske skupine koji se govori u regiji Salamat u Čadu, u departmanu, Abou Deïa, danas ima oko 1 500 govornika (1993 SIL), s glavnim središtem u Ader-Aderu; dok se izvorno govoriio oko sela Bourmataguil.
Srodan je ostalim dangla jezicima i klasificira se podskupini dangla-migama. Ima dva dijalekta: dougne i musunye. Pripadnici etničke grupe sve više govore čadskim arapskim; naziv ‘Karakir’,  znači na arapskom stanovnici pećine ('cave-dwellers’).

## Vanjske poveznice
- Ethnologue (14th)
- Ethnologue (15th)